# Freeburg (Pennsylvanie)
Pour les articles homonymes, voir Freeburg.
Freeburg est un borough situé au centre du comté de Snyder, en Pennsylvanie, aux États-Unis,. En 2010, il comptait une population de 575 habitants, estimée au 1er juillet 2020 à 581 habitants. Le borough est incorporé en 1920.

## Démographie
Lors du recensement de 2010, le borough comptait une population de 575 habitants. Elle est estimée, en 2020, à 581 habitants.

### Source de la traduction
- (en) Cet article est partiellement ou en totalité issu de l’article de Wikipédia en anglais intitulé « Freeburg, Pennsylvania » (voir la liste des auteurs).